# Tepuia multiglandulosa
Tepuia multiglandulosa är en ljungväxtart som beskrevs av Julian Alfred Steyermark och Maguire. Tepuia multiglandulosa ingår i släktet Tepuia och familjen ljungväxter. Inga underarter finns listade i Catalogue of Life.